# Rosenvik

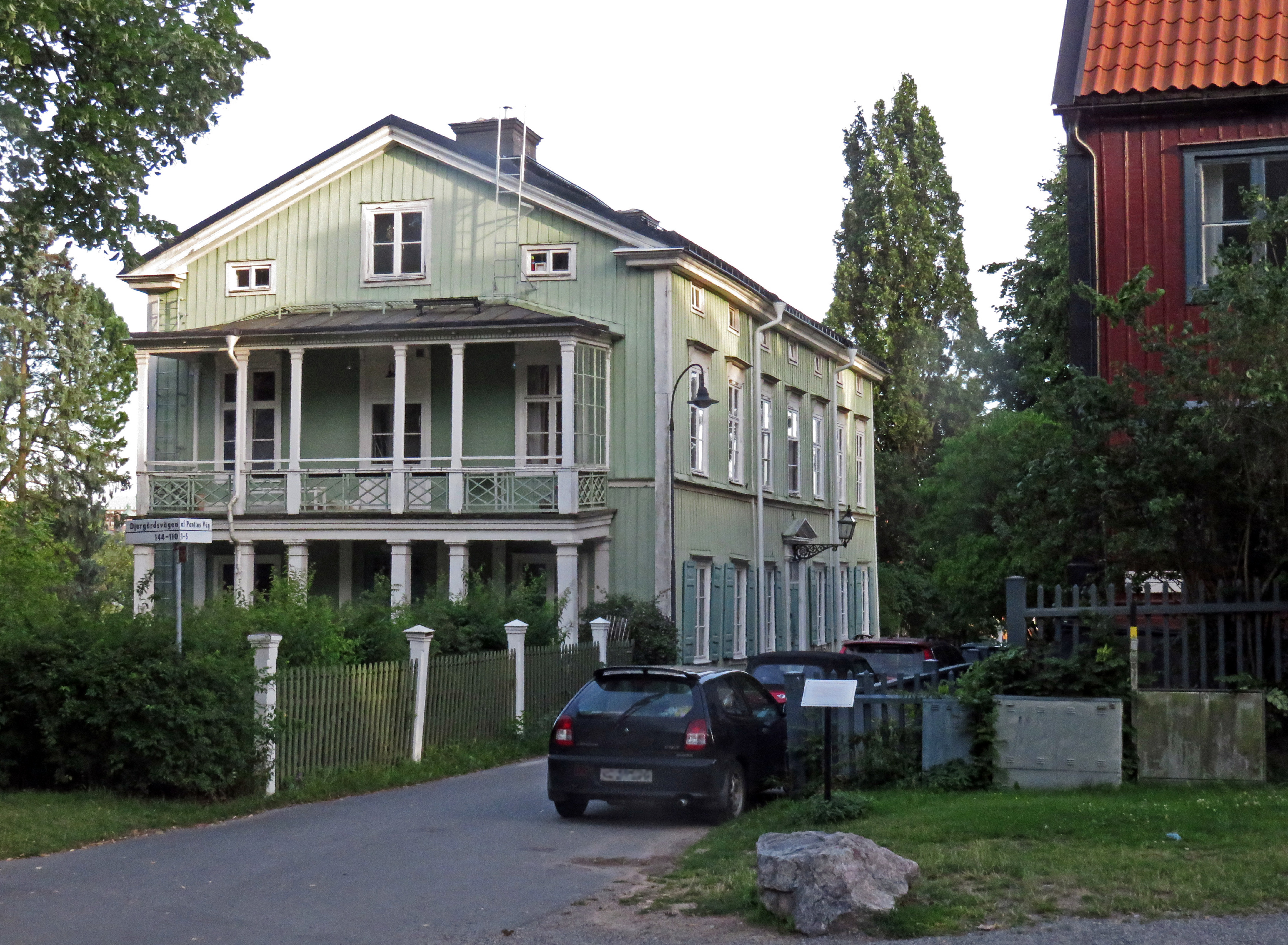
Stora Rosenvik, af Pontins väg 1, flyttbart trähus ritat av Fredrik Blom 1828.

Rosenvik ligger i området Alberget på Södra Djurgården i Stockholm. Rosenvik består av flera byggnader belägna vid Djurgårdsslätten 106–108 samt af Pontins väg 1–9 och 2–10. Bebyggelsen har högt kulturhistoriskt värde och två av husen är blåklassade av Stadsmuseet i Stockholm, vilket innebär att bebyggelsens kulturhistoriska värde av stadsmuseet anses motsvara fordringarna för byggnadsminnen i Kulturmiljölagen.

## Historik

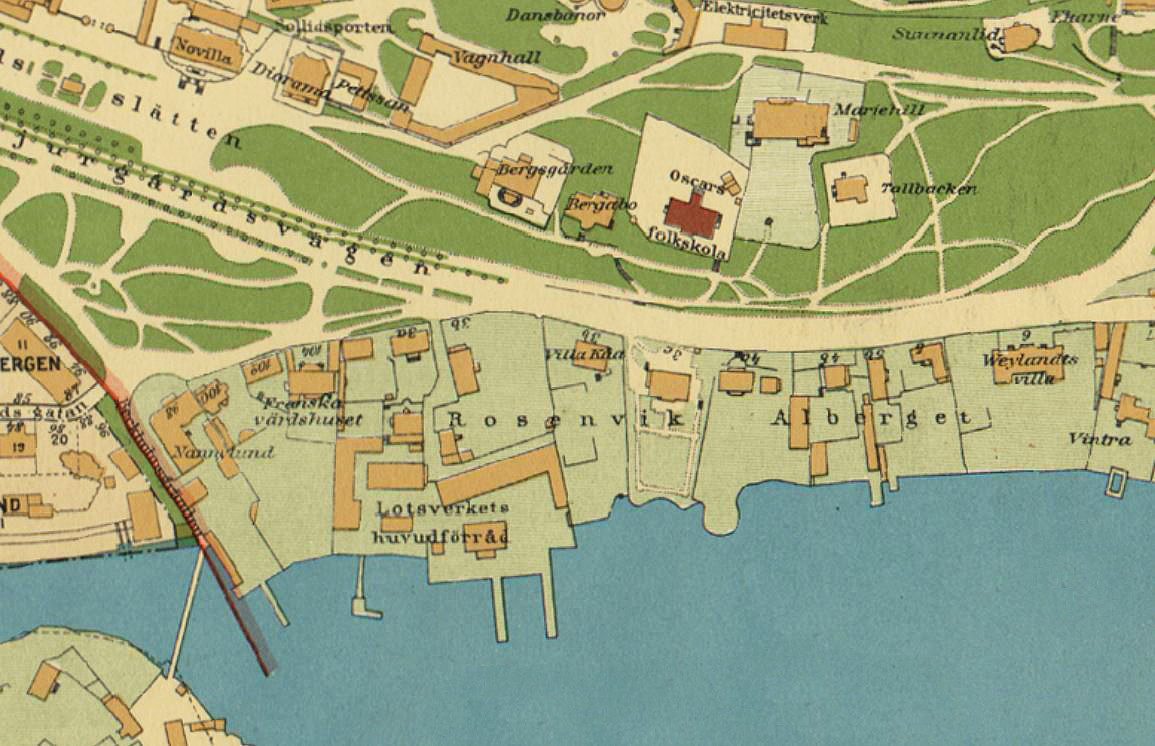
Områdena Rosenvik och Alberget, 1930.

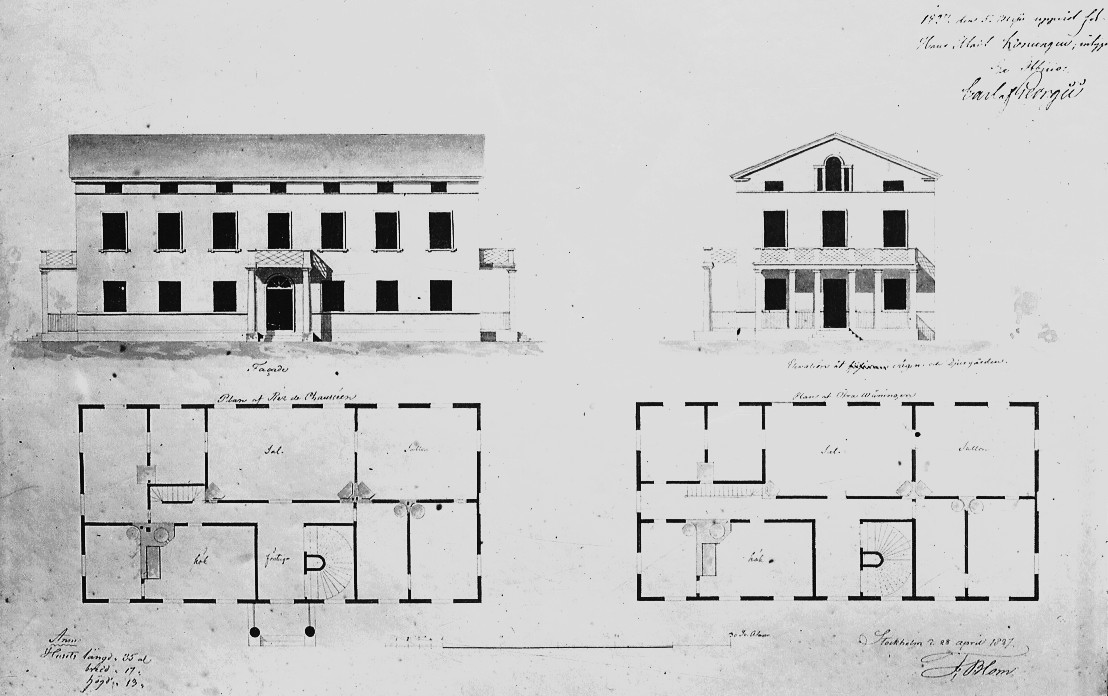
Bloms ritning för Stora Rosenvik, 1827.

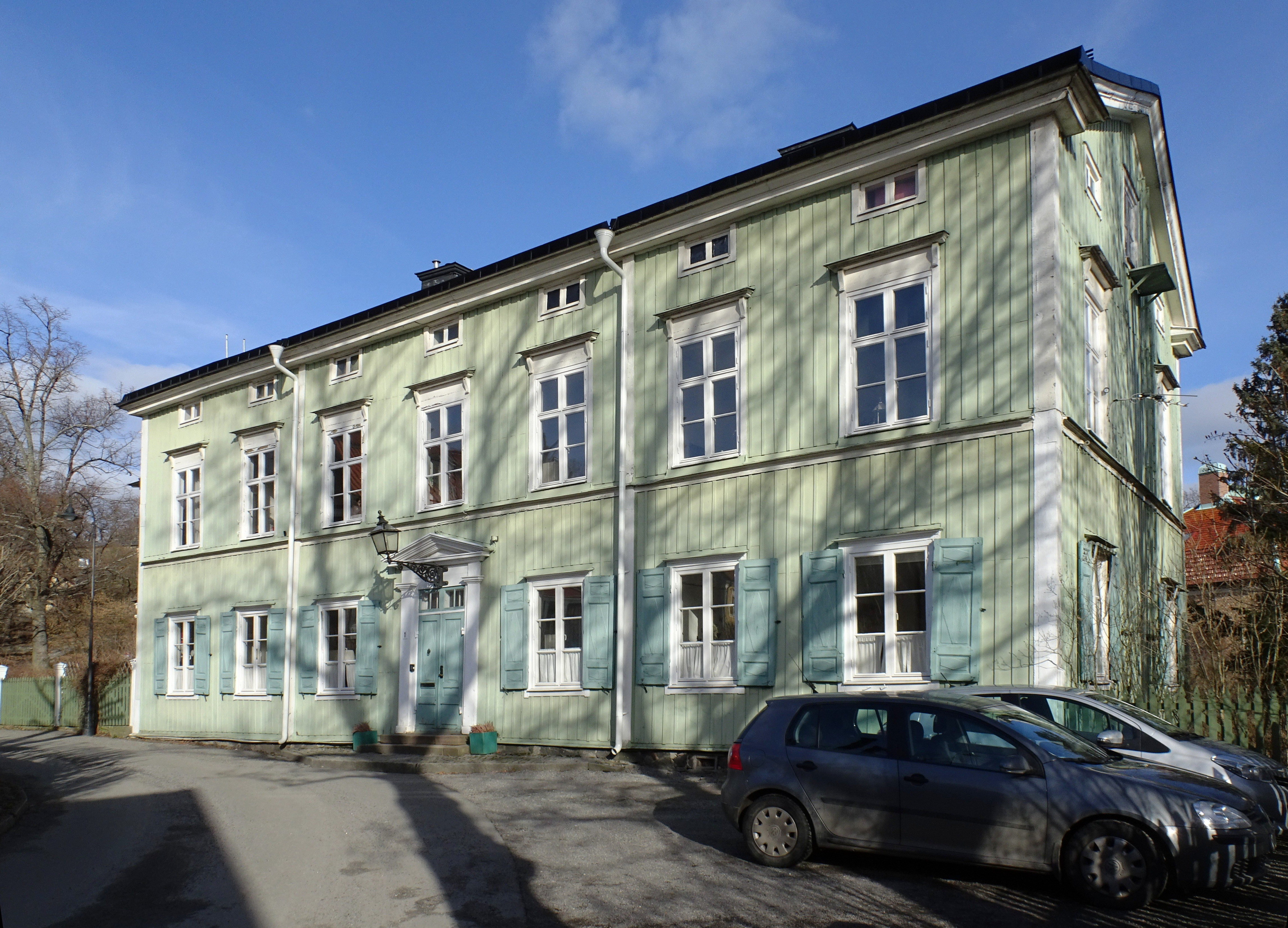
Stora Rosenvik, mars 2017.

Under 1640-talet, under drottning Kristinas tid, anlades här ett stärkelsebruk. Bruket flyttades omkring 1660 till Baggenstäket. Därefter drevs ett kimröks- och glasbruk, anlagt av Melchior Jung (1615–1678), fram till början av 1700-talet. Han hade även glasbruk på nuvarande Kungsholmen, som då hette Munklägret, och senare på Södermalm i Stockholm (se Jungs glashytta).
Den äldre beteckningen för Rosenvik var Alberget 3. Här blev läkaren Magnus Martin af Pontin i början av 1800-talet ägare av en tomt som han 1828 lät bebygga med ett av arkitekt Fredrik Bloms flyttbara trähus. Blom ritade ett stort tvåvåningshus med pelartrydd altan på norra fasaden. Hans ritning är daterad den 28 april 1827 och godkändes av rikshärolden Carl af Georgii. af Pontin kallade stället Stora Rosenvik. Huset hade förtillverkats i trakten av Härnösand och sedan uppförts på mindre än en månad på sin nuvarande plats. Den grönmålade byggnaden finns fortfarande kvar och ligger vid den efter byggherren uppkallade af Pontins väg nr 1. Huset är blåklassat av Stadsmuseet.
Äldst inom Rosenviksområdet är en rödmålad trävilla i hörnet af Pontins väg 2 / Djurgårdsslätten 108. Huset byggdes i början av 1760-talet. Vid 1900-talets början ägdes stället av professorn i patologisk anatomi, Folke Henschen och hans hustru Signe, född Thiel. Hon hade fått huset i bröllopsgåva av sin far bankmannen Ernest Thiel och här uppväxte även deras dotter Helga Henschen. I sin självbiografi Vägen till Rebella från 1981 beskrev hon sitt barndomshem på Djurgården. Där berättade hon bland annat att "vårt hus är inte ett vanligt hus" och "vårt hus var heligt på något sätt". Jenny Lind hade sjungit därinne och när 7:ans spårvagn skramlade förbi om kvällen "då skakade hela huset och fick ont i hjärtat". På 1970-talet genomfördes en renovering och restaurering i 1700-talsstil under ledning av arkitekt Staffan Berglund (känd genom sin futuristiska Villa Spies). Huset är blåklassat av Stadsmuseet.
Grannhuset i väster (Djurgårdsslätten 106) är ett gulmålat trähus som gränsar till Franska värdshusets östra flygel. Det låg tidigare vid Allmänna gränd och var ett av de så kallade Casinohusen. När de revs 1926 flyttades huset hit.
Under första världskriget och början av 1920-talet uppfördes nya byggnader närmast vattnet, ritade av arkitekten Sigge Cronstedt. Beställare var dåvarande Lotsverket (numera Sjöfartsverket). Byggnaderna används fortfarande som verkstäder för reparation och underhåll av fyrar, bojar, sjömärken och annat materiel för farlederna. Byggnadskomplexet är grönklassat av Stadsmuseet, vilket betyder att bebyggelsen är särskilt värdefull från historisk, kulturhistorisk, miljömässig eller konstnärlig synpunkt.

## Bilder

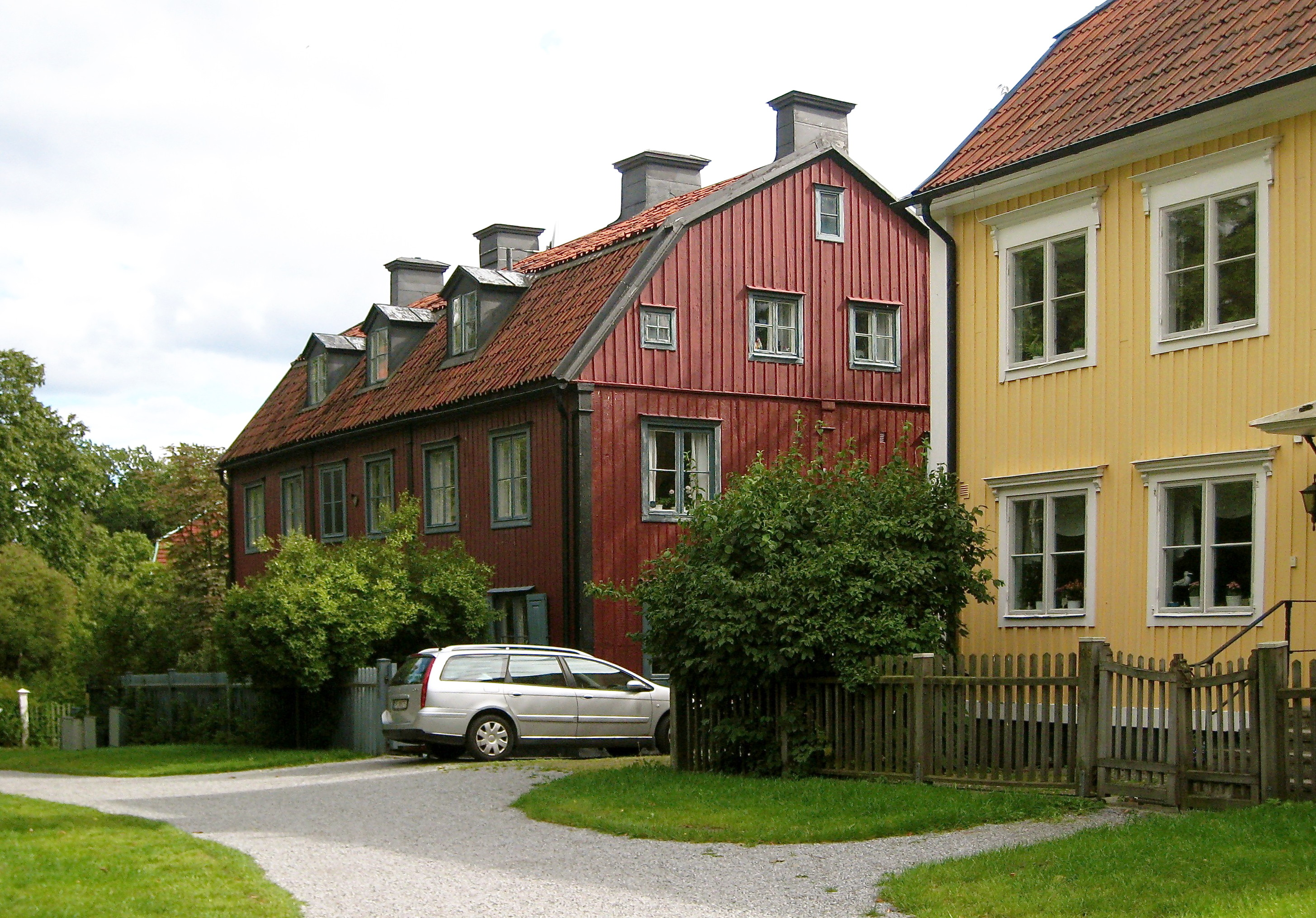
Rosenvik, Djurgårdsslätten 108, från början av 1760-talet. Det gula huset hörde tidigare till Casinohusen på Allmänna gränd.
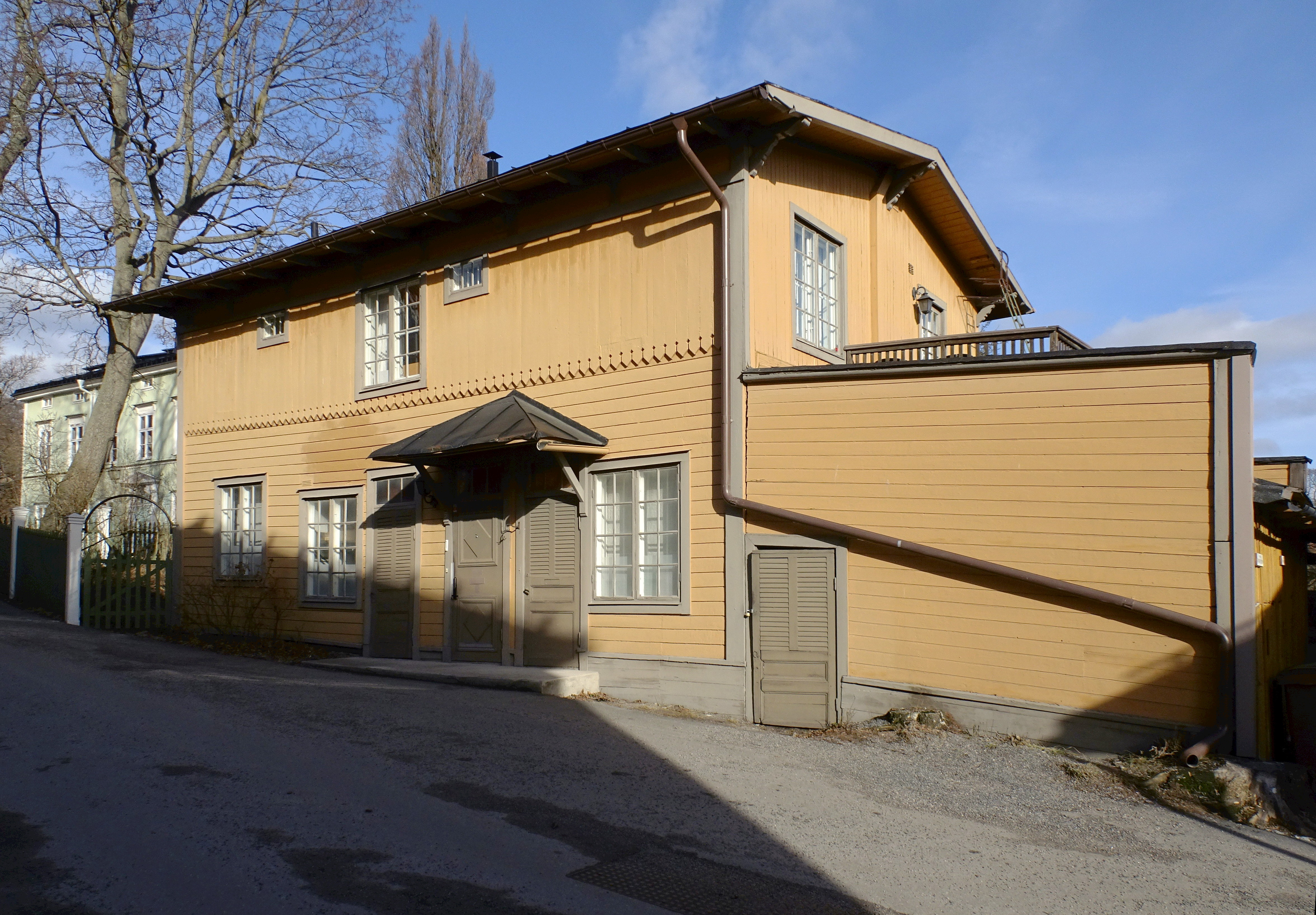
af Pontins väg nr 5.
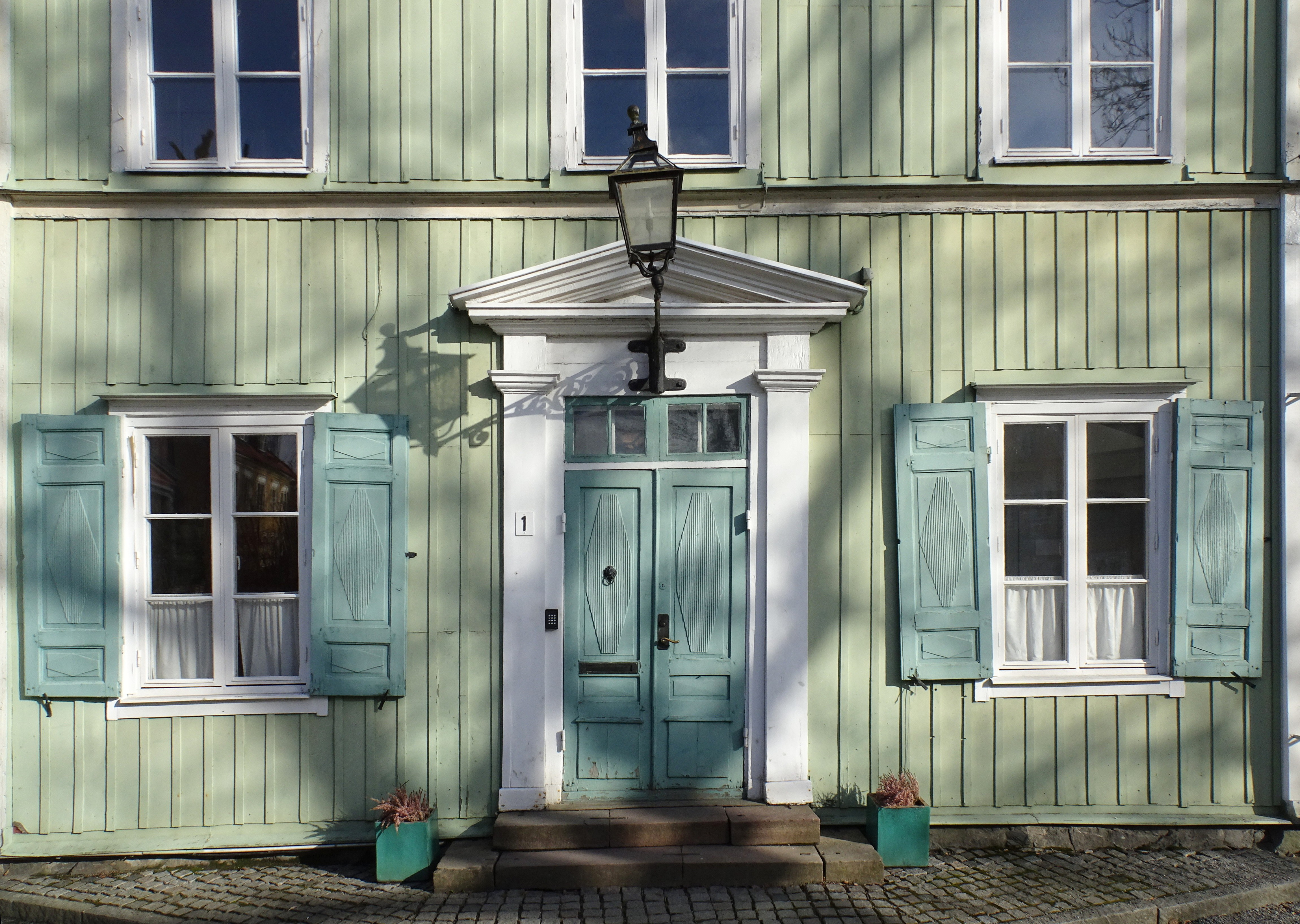
Stora Rosenvik, entré, af Pontins väg 1.
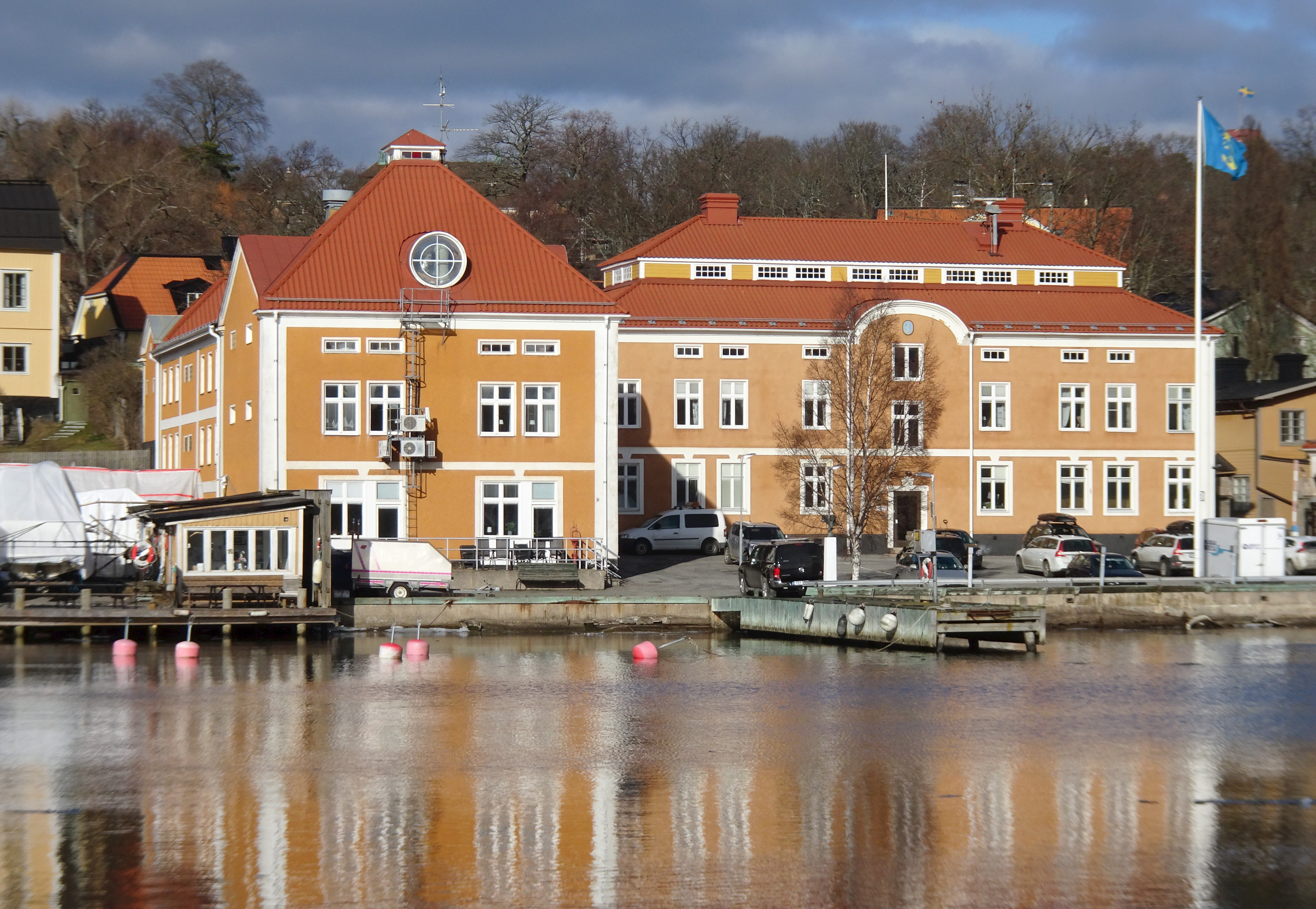
Lotsverkets huvudförråd och verkstad byggd 1921, arkitekt Sigge Cronstedt.
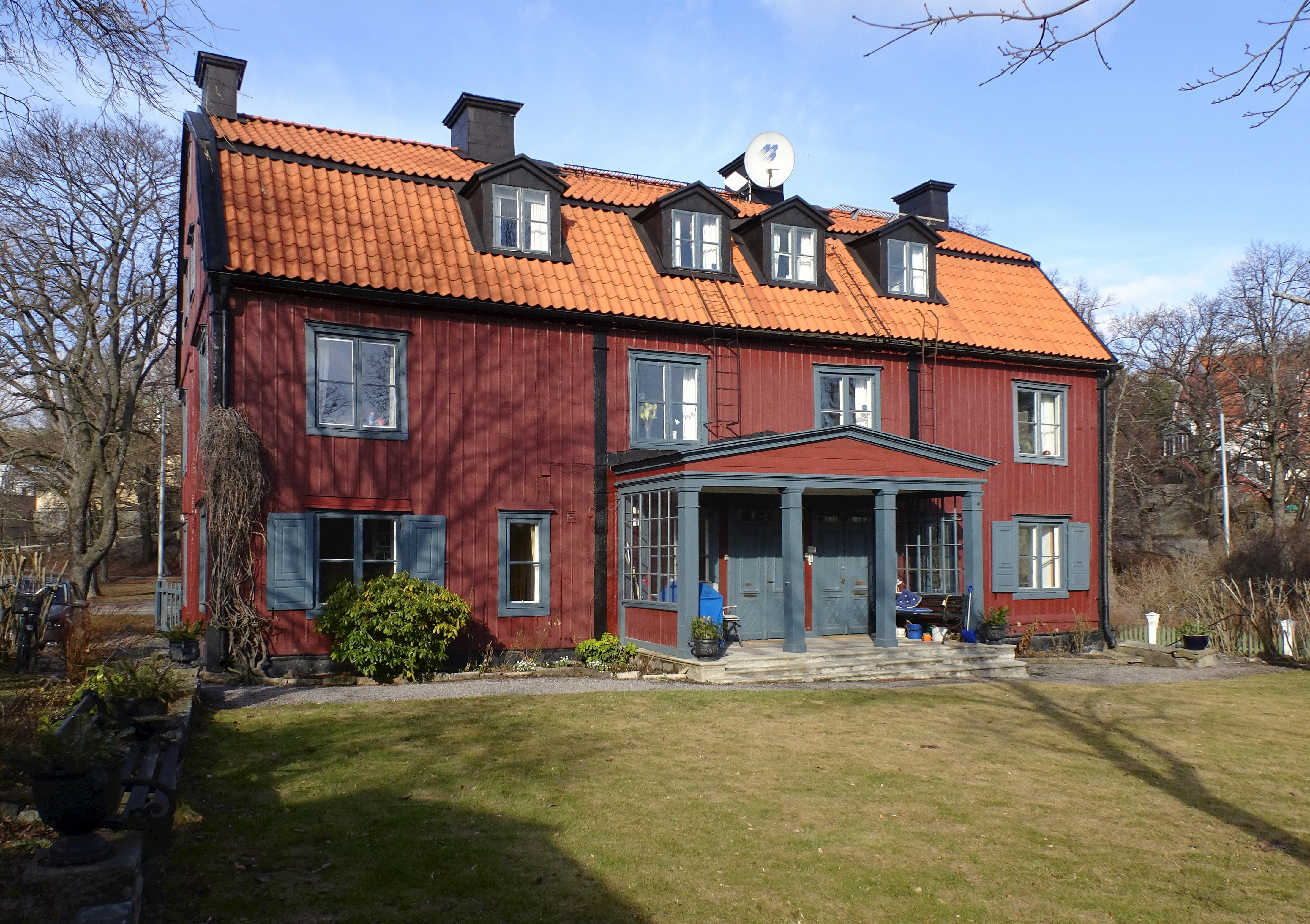
Helga Henschens barndomshem Rosenvik, Djurgårdsslätten 108.